# THE PRISONER
THE PRISONER (ザ・プリズナー) は日本のパンク・ロック・バンドである。2004年に前身バンドであるTHE AVOIDEDからTHE PRISONERに変名。名付け親は変名当初のメンバーであるPETER THE DISCOCKS。翌年の2005年にベースのPETER THE DISCOCKS、ドラムスのYOKOTAが脱退。ドラムスにDAIGO（元THE SPIKY JOYS、元DECIEVING SOCIETY、RADIO ACTIVE、柳家睦&THE RAT BONES）、ベースにTAKASHIを迎えて東京都新宿区百人町にあるスタジオMにて本格的に始動。

## 現在メンバー
- 景山潤一郎 ボーカル
- NANA GNAR GNAR ボーカル
- OSAMU ギター
- MICHIAKI LONDON ベース
- FUMIYA ドラム

## 過去のメンバー
- HEIDI  コーラス
- KOUJI ギター（元THE NORMALS、元THE AVOIDED）
- OHASHI (a.k.a. PETER THE DISCOCKS) ベース（THE DISCOCKS、元THE AVOIDED）
- YOKOTA ドラム（元THE AVOIDED）
- DAIGO ドラム（元THE SPIKY JOYS、元DECIEVING SOCIETY、RADIO ACTIVE、柳家睦&THE RAT BONES）
- TOMONORI ギター（元THE EMBLEMS、元THE BASEMENTS）
- YATCHING ドラム (ANGER FLARES､元SHOULDER HOPPER)
- TAKASHI ベース

## 概要・来歴
THE PRISONERは2004年にTHE AVOIDED（ジ・アヴォイデッド）が変名する形で誕生しました。
THE PRISONER誕生時の編成は当時のTHE AVOIDEDのメンバーにNANA GNAR GNARを加えた5人編成。「方向性」「音楽性」の違いからメンバーは決裂、JUNICHILOW（ヴォーカル）が脱退を申し出たところ「それなら解散しよう」という話になったが「解散するなら一人残ってTHE PRISONERを続ける」とのJUNICHILOWの申し出をメンバーは承諾。THE PRISONERは一瞬だがJUNICHILOW一人となる。JUNICHILOWはメンバーだったNANA GNAR GNAR（ヴォーカル）とKOUJI（ギター）を再度メンバーとして招き入れてベースとドラム、鍵盤奏者を探した。これがTHE PRISONERの原型であり真実。JUNICHILOWはパンクの模倣に終始するのではなく、共に自分自身の表現を追求していけるメンバーを自身が働いている日雇い労働の仲間達から探し出す必要があった。それは社会の底辺である日雇い労働者達による真のレベル・ミュージック、究極のパンク・ロックを目指す為だった。
大阪から上京し、日雇い労働者として建築現場で共に働いていたベースのTAKASHI、同じく日雇い労働者でレゲエが好きではないが長いドレッド・ヘアを振り乱しながら荷物を運んでいた鍵盤のMICHIAKI、高校生の頃に日本で吹き荒れたポゴ・パンク・ムーヴメントの洗礼を受けて地元である三重でリリースを重ねていたDAIGOが満を持して三重から上京してきてバンドに参加、そのタイミングでTHE PRISONERは本格的に始動する。JUNICHILOWが上京してからこの3人と出会うまでに10年の歳月が流れていた。とJUNICHILOW自身が雑誌のインタビュー記事にて述べている。
当時のギタリストのKOUJIがファーストアルバム録音時に一身上の都合により脱退、同郷で幼馴染、親友であるOSAMUがギタリストとして加入。
2011年、タワーレコード主催のシリーズ・イベントだった"MAVERICK KITCHEN"（開催場は恵比寿リキッドルーム）へ出演。
2013年、NANA GNAR GNARがTHE CASUAL CONNOISSEUR（WEBサイト）、シックスティーズマガジン（ファッション誌）、セクシーダイナマイトロンドン（ファッション・ショウ）でモデルを務める。
2014年、音楽情報雑誌3誌（Punk Rock Issue "Bollocks" No.013、Indies Issue vol.70、Follow Up vol.136）にてJUNICHILOW（景山潤一郎）が表紙を飾る。indies issue vol.70では景山潤一郎のロングインタビューと特集が掲載された。
2014年、パンク・ロック・ファッション・ブランドとして認知されている"666"のvol.31カタログではNANA GNAR GNAR、DAIGO（元ドラム）、OSAMU、JUNICHILOWがモデルを務めた。
2014年8月号、Guiter MagazinのCOMBAT GUITARSの広告にOSAMUが掲載された。
2015年2月、漫画家 宇仁田ゆみが描く倒錯青春ラブコメディ『スキマスキ』（監督・脚本：吉田浩太、出演：町田啓太、佐々木心音、中村映里子、八木将康、久住翠希ほか）のエンディングテーマ及び挿入歌に、4thアルバム「RATS AND CROWS」収録曲「LETTER」が採用された。
2015年7月、公式ファンクラブ「WAKES」が発足。
ヴォーカルでありソングライティング担当の景山潤一郎は音楽ライター/執筆家としても活動している。主にシンコー・ミュージック・エンターテイメントから出版されている音楽雑誌"Bollocks"の長編連載、海外バンドのインタヴューやレヴュー、日本盤ライナーノーツを執筆。
景山潤一郎は、他のアーティストのアルバムにコーラスとしても多数参加している。ヴォーカリストとしてゲストで招かれ客演する事もある。
2017年に年間2枚のアルバムをリリース。そのうちの1枚は自らが主催するレーベル、VILLAINY PRISON RECORDSから2017年2月8日にリリースされたカヴァー曲を集めた「GREATEST HITS -COVERS-」であり、2017年2月16日のディスクユニオン新宿パンクマーケットのTwitterでは「各地で売切れ店舗も出るほどの大反響」と評しており、ディスクユニオンの2017年2月15日付けの週間パンクチャートで1位を獲得した。
2010年からNANA GNAR GNARはソロ名義でコンスタントに作品をリリースしている。ソロ名義でのライブは滅多に開催されない。
ギタリストのOSAMUは2017年12月9日にソロ・アルバム「GUITAR EMOTION」をVILLAINY PRISON RECORDSからリリースした。
2018年5月にドラムのDAIGOが脱退。
2018年6月、ドラムとしてYATCHINGが加入。
毎年全国ツアーを実施、毎年約50カ所を周っている。2015年～2018年のツアーファイナルは新宿ロフト、代官山ユニット、渋谷TSUTAYA O-WESTで開催された。
2019年からOSAMUはハンドメイドのギター・エフェクター・ブランド｢C7｣を立ち上げた。
2020年5月にギターのTOMONORI脱退。
2020年6月にドラムのYATCHINGが脱退。
2020年8月、ドラムとしてFUMIYAが加入。
2021年3月、景山潤一郎が今まで手掛けてきたフライアやグッズのデザインに文章を添えて掲載したデザイン本 "JUNICHILOW DESIGN WORKS"が出版される。
2022年8月、鍵盤奏者のMICHIAKIがMICHIAKI LONDONに変名。
2023年6月24日をもって手術を伴う心臓疾患の治療に専念する為にボーカルの景山潤一郎がライブ等一切の音楽活動を休止すると発表。
2024年2月、ベースのTAKASHIが家族間の事情で戦線離脱する為、鍵盤奏者のMICHIAKI LONDONがベースに転向。尚、TAKASHIは脱退ではなく一時戦線離脱との事。
2024年3月15日、公式サイト及び公式Xにて、景山潤一郎の復活が発表された。
2025年3月20日の柴崎RAT HOLEでのワンマン公演を最後にベースのTAKASHIが脱退。

## ディスコグラフィー

### シングル
- BARBEDWIRE AND THE DREAMS (2010年03月19日) 500枚限定/７インチレコード（DIWPHALANX）
- REBELS WITH A CAUSE (2010年12月22日） 500枚限定/７インチレコード（DIWPHALANX）
- METEOR (2014年05月21日) CDシングル（DIWPHALANX）
- TRIBUTE TO IWATA STRUMMER (2018年１月31日） 500枚限定/７インチレコード（VILLAINY PRISON RECORDS/DUMB RECORD）
- KEEP ON ROLLING e.p.（2023年2月10日）CD e.p.(VILLAINY PRISON RECORDS)"Dive To Brave New World Tour 2022" Tour Finalの新宿ロフト（2023年2月5日）にて無料配布。WEB SHOPのみで2月10日から販売開始。

### アルバム (CD)
- LOOKIN’FOR A LOVE (2006年04月21日)（VILLAINY PRISON RECORDS）
- CHAOS TOKYO (2007年11月06日)（VIVID SOUND）
- SOUL SURVIVOR (2009年04月15日)（VIVID SOUND）
- RATS AND CROWS (2010年04月02日)（DIWPHALANX）
- BELIEVE (2012年03月21日)（DIWPHALANX）
- REBEL TRAIN （2014年7月23日）（DIWPHALANX）
- PRISM （2016年1月13日）（DIWPHALANX）
- GREATEST HITS -COVERS- （2017年2月8日）（VILLAINY PRISON RECORDS）
- 名もなき世代 -EMANONAGE- (2017年9月20日）（DIWPHALANX）
- THE VERY BEST OF THE PRISONER 2004-2018（2019年3月6日）（DIWPHALANX)
- THE PRISØNER（2019年6月19日）（DIWPHALANX）
- BRAVE NEW WORLD（2022年7月20日）（DIWPHALANX）
- IN THE NAME OF PUNK（2025年6月18日）（DIWPHALANX）

### ミニ・アルバム (CD)
- START（2013年04月24日）（DIWPHALANX）
- LORELEY（2020年10月21日）（DIWPHALANX）
- REVIVAL（2024年5月22日）（DIWPHALANX)

### DVD
- DOCUMENTARY 2010 LIVE AND LOUD (2010年12月08日)（DIWPHALANX）
- Bollocks TV Vol.01（LETTER PV 収録） (2013年7月15日)（BOLLOCKS TV)
- Bollocks TV Vol.03（景山潤一郎「俺ならこれ聴くね」収録） (2013年12月27日)（BOLLOCKS TV)
- POWER STOCK in MIYAKO 2013（COLOURS、LETTERライブ映像 収録） (2014年7月2日)
- ハードコアパンクなめんなよ 番外編（DO ANYTHING YOU WANNA DO ライブ映像 収録） (2014年8月)
- Bollocks TV Vol.04（漂流銀河、LETTERライブ＋トーク映像 収録） (2014年12月25日)（BOLLOCKS TV)
- KAPPUNK（STAY PUNK収録）（2015年3月28〜29日）
- KAPPUNK KAWASAKI CLUB CHITTA（I'M FASHION PUNKS TOO収録） （2015年10月12日）
- PRISM TOUR 2016 FINAL 代官山UNIT ONE MAN GIG (2016年12月21日)（DIWPHALANX）

### LP（12インチレコード）
- REBEL TRAIN（2015年4月22日）（DIWPHALANX）

### 日本盤CDナイナーノーツ
- NEWTOWN NEUROTICS 「BEGGARS CAN BE CHOOSERS」CD日本盤ライナーノーツ（2004年7月29日発売）VIVID SOUND
- Oi ! THE ALBUM 「DISK UNIONの日本盤シリーズ」CD日本盤ライナーノーツ（2010年1月6日）DISK UNION
- STRENGTH THRU Oi ! 「DISK UNIONの日本盤シリーズ」CD日本盤ライナーノーツ(2010年7月28日）DISK UNION
- CARRY ON Oi !  「DISK UNIONの日本盤シリーズ」CD日本盤ライナーノーツ(2010年9月29日）DISK UNION
- THE LAST RESORT “-A WAY OF LIFE- SKINHEAD ANTHEMS” 「DISK UNIONの日本盤シリーズ」CD日本盤ライナーノーツ(2010年9月29日）DISK UNION
- COCK SPARRER “SHOCK TROOPS” 「DISK UNIONの日本盤シリーズ」CD日本盤ライナーノーツ(2011年7月20日）DISK UNION
- THE OPPRESSED “GREATEST BOOTSTOMPIN' HITS” CD日本盤ライナーノーツ(2015年4月30日）BOOTSTOMP RECORDS

## ソロ活動

### NANA GNAR GNAR

#### アルバム（CD)
- APOLLO (2013年03月20日)（DIWPHALANX）

#### ミニ・アルバム（CD)
- FALLIN ANGEL ON THE FENCE (2010年12月08日)（DIWPHALANX）
- BEAUTY AND FRENZY（GASOLINEとのスプリットミニアルバムCD） （2011年12月21日）（DIWPHALANX）
- VILLAINY PRISON PUNK CHARTBUSTERS (2018年2月24日/コンピレーションCD「TIME AFTER TIME」日本語版収録）（VILLAINY PRISON RECORDS）

### OSAMU

#### アルバム（CD)
- GUITAR EMOTION (2017年12月9日）（VILLAINY PRISON RECORDS）